# Parti unifié pour le développement national
Le Parti unifié pour le développement national (United Party for National Development, UPND) est un parti libéral zambien membre du Réseau libéral africain. 

## Résultats électoraux

### Élections présidentielles
| Année | Candidat           | Nombre de voix | Score   | Rang      |
| ----- | ------------------ | -------------- | ------- | --------- |
| 2001  | Anderson Mazoka    | 472 697        | 27,2 %  | 2e        |
| 2006  | Hakainde Hichilema | 693 772        | 25,32 % | 3e        |
| 2008  | Hakainde Hichilema | 353 018        | 19,7 %  | 3e        |
| 2011  | Hakainde Hichilema | 506 763        | 18,17 % | 3e        |
| 2015  | Hakainde Hichilema | 780 168        | 46,67 % | 2e        |
| 2016  | Hakainde Hichilema | 1 760 347      | 47,63 % | 2e        |
| 2021  | Hakainde Hichilema | 2 852 348      | 59,02 % | 1er (élu) |

### Élections législatives
| Année | Voix                                            | %     | Sièges   | +\- | Rang | Gouvernement             |
| ----- | ----------------------------------------------- | ----- | -------- | --- | ---- | ------------------------ |
| 2001  | 416 236                                         | 23,77 | 49 / 159 | 49  | 2e   | Opposition               |
| 2006  | 610 608 au sein de l'Alliance Démocratique Unie | 22,51 | 26 / 159 | 23  | 3e   | Opposition               |
| 2011  | 464 527                                         | 17,21 | 28 / 159 | 2   | 3e   | Opposition               |
| 2016  | 1 525 049                                       | 41,66 | 58 / 156 | 30  | 2e   | Opposition               |
| 2021  | 2 230 324                                       | 46,22 | 82 / 156 | 24  | 1er  | Gouvernement majoritaire |